# Simon Grynaeus (Übersetzer)

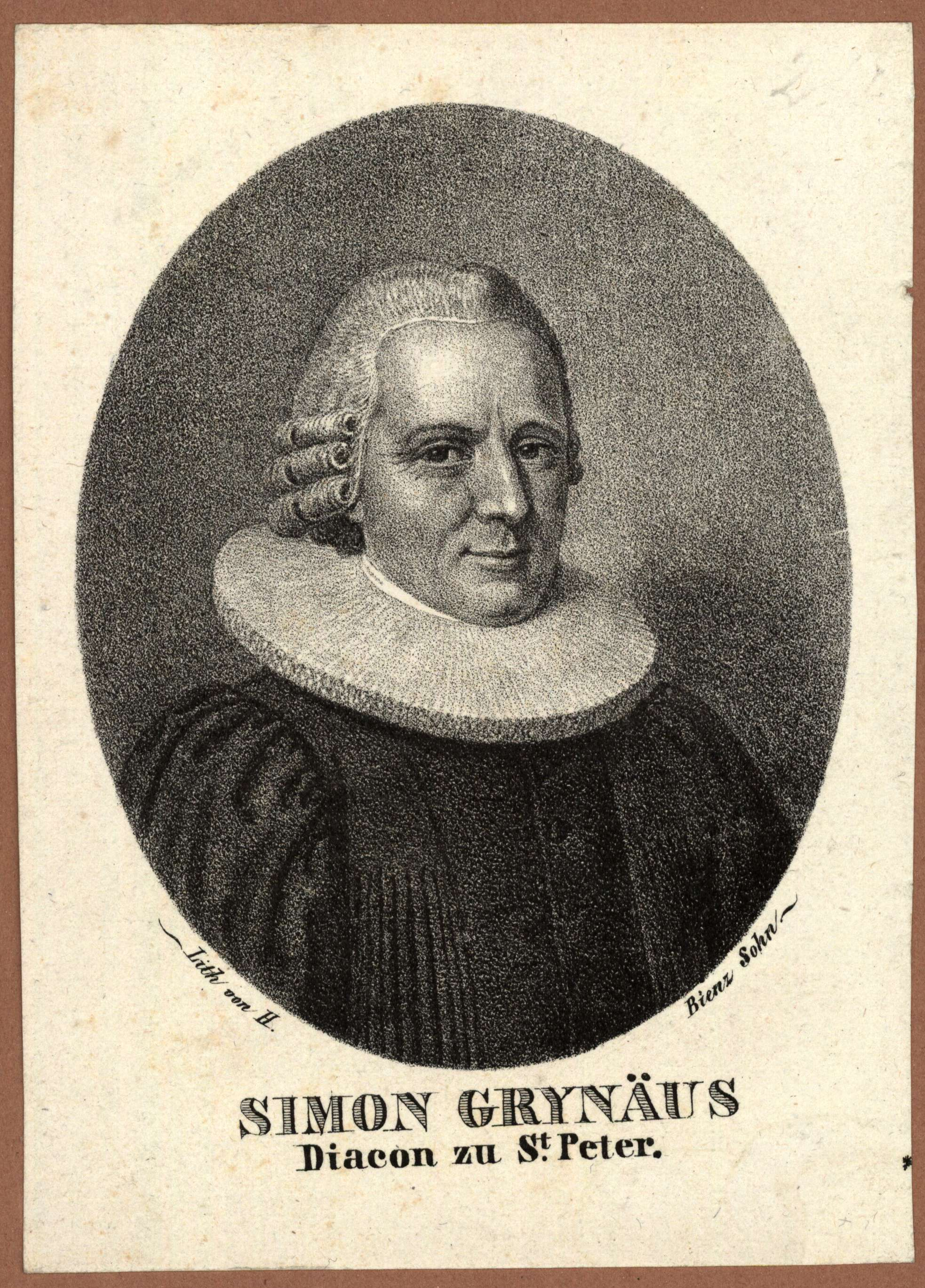
Simon Grynaeus ([ca. 1830])

Simon Grynaeus (* 7. März 1725 in Basel; † 4. Juli 1799 ebenda) war ein Schweizer evangelischer Geistlicher und Übersetzer.

## Leben

### Familie
Simon Grynaeus entstammte dem Basler Akademikergeschlecht Grynaeus und entstammte in gerade Linie dem gleichnamigen Vorfahren Simon Grynaeus, der Theologe und mit Philipp Melanchthon befreundet war.
Er wurde als der Sohn des Zinngiessers Johann Jakob Grynaeus (1697–1753) und dessen Ehefrau Maria Magdalena (geb. Gernler) (1699–1742) geboren.
Zeit seines Lebens blieb er Junggeselle und starb als letzter des Geschlechts.

### Werdegang
1738 begann Simon Grynaeus an der Universität Basel mit einem Studium der Philosophie, das er am 9. Juni 1740 mit dem Baccalaureus und am 5. Juni 1742 mit dem Magister abschloss. Am 4. November 1741 begann er bei den Hochschullehrern Johann Ludwig Frey und Johannes Grynaeus, mit dem er auch verwandt war, mit einem Theologiestudium und schloss dieses am 5. Juni 1742 mit dem Magister ab, worauf sich ein mehrjähriges Stipendium anschloss, das er im Dezember 1747 als sacri ministerii candidatus (SMC) beendete.
Er reiste, gemeinsam mit Johann Heinrich Brucker (1725–1754) von 1749 bis 1750 nach Deutschland, Frankreich sowie England und war anschliessend, nachdem er durch den Pfarrer von Wintersingen in die Praxis der Seelsorge eingeführt worden war, von 1753 bis 1761 als Pfarrhelfer der reformierten Gemeinde in Strassburg sowie als Pfarrer in Rosenweiler und Nonnenweier tätig.
1763 erfolgte seine Wahl zum Diakon der Peterskirche in Basel. Er blieb bis zu seiner Erblindung 1797 in diesem Amt und trat dann zurück.

### Tätigkeit als Übersetzer
Simon Grynaeus veröffentlichte 1753 anonym eine Sammlung von Übersetzungen, Neue Probstücke der englischen Schaubühne, aus dem Englischen, in der auch die erste deutsche Fassung von William Shakespeares Romeo und Julia enthalten war, das er offensichtlich während seines Londoner Aufenthaltes in einer Fassung von David Garrick gesehen hatte.
Weitere Übersetzungen aus der religiösen Literatur folgten aus dem Englischen und Französischen sowie das Neue Testament in fünf Bänden in einer den Vorstellungen der Aufklärung entgegenkommenden freien Form.

## Schriften (Auswahl)
- Tagebuch einer Reise von Basel nach Frankreich 1749. Basel 1749.
- Benjamin Bourn; Simon Grynaeus: Ein sicherer Weegweiser zur Hölle: in sieben Abschnitten. Basel: Joh. Rudolff Im-Hof, 1750.
- John Milton; Simon Grynaeus: Johann Miltons Wiedererobertes Paradies, nebst desselben Samson und einigen andern Gedichten, wie auch einer Lebens-Beschreibung des Verfassers. Basel, 1752.
- Isaac Watts; Simon Grynaeus: Gedanken über verschiedene Natürliche, Moralische und Theologische Materien. Zürich: D. Gessner, 1753.
- Simon Grynäus; Richard Glover: Vier auserlesene Meisterstücke so vieler englischer Dichter als: Priors Salomon, Popens Messias, Youngs Jüngster Tag, Glovers Leonidas, welchen annoch beygefügt sind Popens Versuch von dem Menschen und desselben Hirtengedichte. Basel Johann Jacob Schorndorff, 1757.
- Neue Probstücke der englischen Schaubühne, Teil 1–3. Basel: Schorndorff, 1758.
- Johann Evans, der heiligen Schrift Doctors und Prediger in London, Practische Reden über die christliche Sittenlehre, oder acht und dreyßig Reden, über die vornehmsten Stücke der practischen Religion, so, wie sie durchs Christenthum anbefohlen und eingeschärft werden.
  - 1. Teil. Frankfurt und Leipzig, 1758.
  - 2. Teil. Frankfurt und Leipzig, 1759.
- John Dryden; Simon Grynaeus: Der Fall des Menschen, aus dem Englischen des weiland Herrn Dryden. Frankfurt & Leipzig: in der Fleischerischen Buchhandlung, 1761.
- Simon Grynaeus; Jacob Christoph Becken: Das Buch Hiob: in einer poetischen Übersetzung nach Schultens Erklärung. Basel: Schweighauser, 1767.
- Antoine Jacques Roustan; Simon Grynaeus; Johann Rudolf Im Hof: Briefe über den heutigen Zustand des Christentums und das Betragen der Ungläubigen. Basel bey Johann Rudolf Im-Hof und Sohn 1768.
- Joseph Trapp; Simon Grynaeus: Allzu gerecht seyn ist thöricht, sündlich und gefährlich. Aus dem Englischen des Dr. J. Trapp. Basel, 1769.
- Philip Doddridge; Simon Grynaeus: Die Grundsätze der christlichen Religion: zum Gebrauche junger Leute in kurzen Lectionen vorgetragen. Basel : Joh. Schweighauser, 1769.
- Janus Cornarius; Johann Friedrich Fischer; Simon Grynaeus; Marcus Hopper[9]; Aldus Manutius: Iani Cornarii Eclogae in Dialogos Platonis omnes nunc primum separatim editae, cura Joh. Frider. Fischeri. Accesserunt praefationes Aldi Manutii, Simonis Grynaei, Marcique Hopperi, editioni Dialogorum Platonis Venetae et Basileensi utrique praemissae. Leipzig, 1771.
- Richard Steele; Simon Grynaeus: Der christliche Held. Berlin; Leipzig, 1781.
- Die ächten Werke apostolischer Männer. Basel, 1772. (Augsburg, 1774).
- Clemens, Papa I.; Vital Mösl; Simon Grynaeus: Briefe an die Corinther. Augsburg 1774.
- Simon Grynaeus; Johann Rudolf Im Hof; Jacob Christoph Im Hof: Das Neue Testament in einer erklärenden Uebersetzung nach Anweisung Bewährter Ausleger lehrbegierigen Christen. Basel Bey Johann Rudolf Im-Hof und Sohn 1775.
- Die Heilige Schrift übersetzt von Simon Grynäus. Basel 1776.
  - 1. Band.
  - 2. Band.
  - 3. Band.
  - 4. Band.
  - 5. Band.
- Thomas von Kempen; Simon Grynaeus; Theodor Falkeisen; Johann Jacob Flick: Wie man Jesu Christo nachahmen müsse. Basel Flick Basel 1779.
- Andrew Michael Ramsay; Simon Grynaeus: Die Reisen des Cyrus. Basel : Flick, 1779.
- Jacob Masen; Simon Grynaeus: Sarcotis ein Gedicht des Masenius: Latein und deutsch. Basel: Jo. Jac. Flick, 1780.
- Edward Synge; Simon Grynaeus: Meine Religion. Basel: Flick, 1781.
- Desiderius Erasmus; Simon Grynaeus: Das Lob der Narrheit. Berlin, 1781.
- John Abernethy; Simon Grynaeus: Von dem Daseyn und den Vollkommenheiten Gottes. Basel: J. J. Flick, 1781.
- Laurence Sterne; Simon Grynaeus: Lorenz Sterne des Menschenkenners Benutzung einiger Schriftstellen. Basel J. J. Flick 1781.
- Anweisungen zum nützlichen Nachdenken über wichtige Wahrheiten dem Französischen des Abt Tetü. Baseli: J.J. Flick, 1782.